# أل كلوغ
أل كلوغ (بالإنجليزية: Al Klug)‏ هو لاعب كرة قدم أمريكية أمريكي، ولد في 1 يونيو 1920 في ميلواكي في الولايات المتحدة، وتوفي في 14 يونيو 1957.

## وصلات خارجية
- أل كلوغ على موقع مرجع كرة القدم المحترفة.كوم (الإنجليزية)